# Eupithecia oxycedrata
Eupithecia oxycedrata är en fjärilsart som beskrevs av Jules Pièrre Rambur 1833. Eupithecia oxycedrata ingår i släktet Eupithecia och familjen mätare. Inga underarter finns listade i Catalogue of Life.